# Paul Berger-Bergner

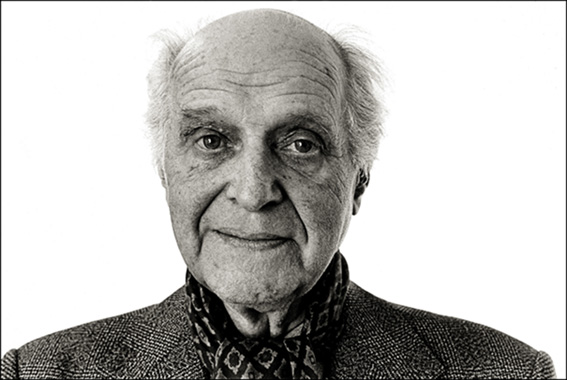
Der Maler Paul Berger-Bergner

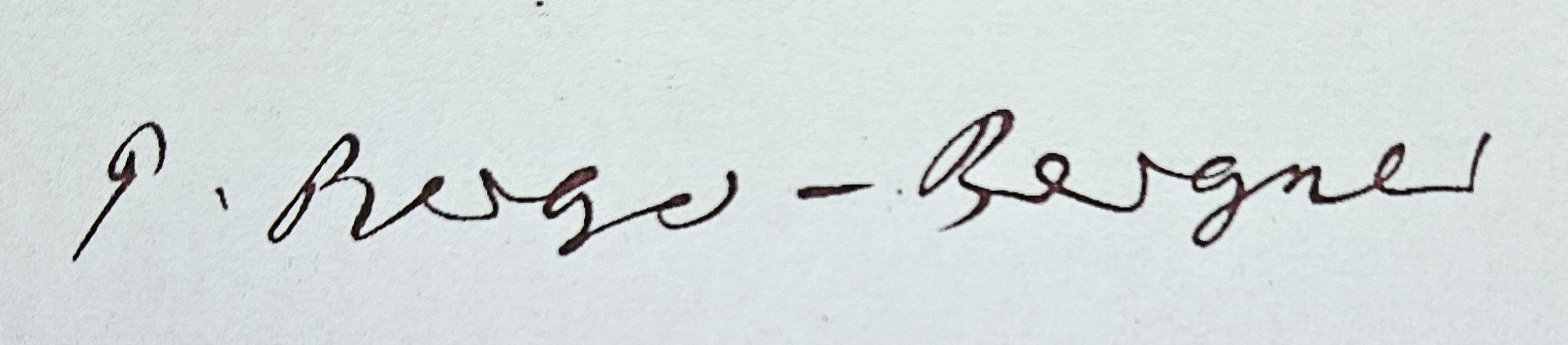
Signatur Paul Berger-Bergners

Paul Berger-Bergner (* 10. Februar 1904 in Prag, Österreich-Ungarn; † 18. Juli 1978 in Mannheim) war ein deutscher Maler.

## Leben

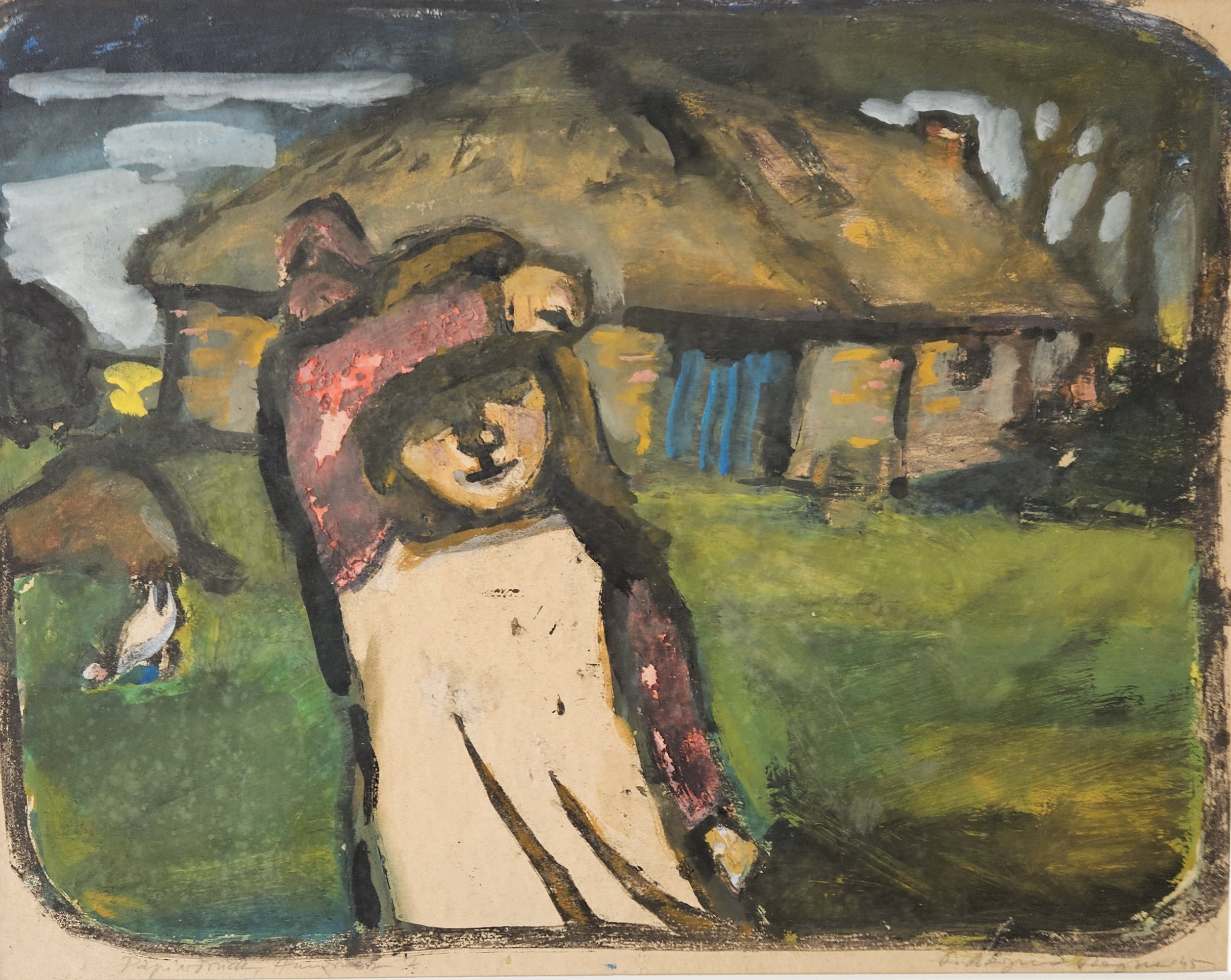
Paul Berger-Bergner: Kind vor einer Bauernkate, Druck auf Papier (1945)

Paul Berger-Bergner war der Sohn von Paul Bergner (P. Bergner recte Berger), einem Restaurator, Direktor des Rudolfinums in Prag, und seiner Ehefrau Maria Bergner, geb. Tadler. Ein Freund in seiner Prager Kindheit und Jugend war Josef Paul Hodin, dessen Künstlerroman Die Brühlsche Terrasse Bergners Werdegang im Dresdner Künstlerkreis zum Thema hat.
Als sein Vater früh starb, musste er eine Lehre beginnen. Diese absolvierte er im Malstudio der Porzellanfabrik in Schlackenwerth bei Karlsbad. Danach ging Paul Berger-Bergner nach Weimar und wurde dort 1921 Schüler von Walther Klemm an der Großherzoglich-Sächsische Hochschule für Bildende Kunst. In Weimar stand er in regem Kontakt mit Lehrern und Schülern des Bauhauses. In dieser Zeit wurde seine künstlerische Entwicklung durch die Arbeiten und Ideen Paul Klees beeinflusst, der am Bauhaus als Lehrer tätig war. 1923 setzte Berger-Bergner seine Studien an der Universität der Künste Berlin bei Emil Orlik fort. Zwei Jahre später begann er das Studium an der damaligen Akademie der Bildenden Künste in Dresden bei Robert Sterl. 1928 wurde er Meisterschüler, ab 1931 arbeitete er als freischaffender Maler in Dresden. Berger-Bergner war neben Otto Dix, Conrad Felixmüller, Hans Grundig und anderen  Künstlern Mitbegründer der Dresdner Sezession 1932.
In der Zeit des Nationalsozialismus war Berger-Bergner Mitglied der Reichskammer der bildenden Künste und auf mindestens acht Ausstellungen vertreten. 1937 wurden im Rahmen der deutschlandweiten konzertierten Aktion „Entartete Kunst“ von den Nationalsozialisten aus dem Stadtmuseum Dresden sein Linolschnitt „Die Hölle“ beschlagnahmt und anschließend vernichtet. 1940 zog Berger-Bergner in das inzwischen besetzte Prag, von 1941 bis 1945 war er als Marine-Sanitätsgefreiter Soldat der Wehrmacht. Als sein Atelier in der Polytechnischen Schule am Antonsplatz 1945 zerstört wurde, verlor er einen Teil seines Werks. Nach seiner Entlassung aus der Kriegsgefangenschaft hatte er von Oktober 1945 bis Juli 1948 seinen Wohnsitz in Büppel, einem ländlichen Stadtteil von Varel in Friesland. In dieser Zeit zählte er zu den wichtigen Anregern und Akteuren der sich neu formierenden Kunstszene im südlich von Varel gelegenen Oldenburg. So war er zum Beispiel 1947 Mitbegründer der Oldenburger Regionalgruppe des Bundes Bildender Künstlerinnen und Künstler. Er arbeitete danach wieder in Dresden und ging dann in die Bundesrepublik Deutschland. Dort wurde er im Frühjahr 1948 Lehrer für Malerei und Grafik an der Fachhochschule für Gestaltung in Mannheim, deren Leitung er 1957 übernahm. 1951 war Paul Berger-Bergner eines der Gründungsmitglieder der Künstlergruppe, die sich in Anlehnung an den Beinamen Mannheims Mannheimer Quadrat nannte und deren Anliegen es war, einen engen Kontakt zum kunstinteressierten Publikum herzustellen.
Berger-Bergner war einige Zeit mit Thea Piekara liiert, und beide hatten ein Kind.
Kunsthistorisch ist Berger-Bergner der Verschollenen Generation und dem Expressiven Realismus zuzurechnen.
Bilder Berger-Bergners befinden sich u. a. in der Dresdener Gemäldegalerie Neue Meister, im Museum der bildenden Künste Leipzig, im Museum Ludwig (Köln), im Landesmuseum Oldenburg und in der Kunsthalle Mannheim.

## Werke (Auswahl)
- Kind am Stuhl (1930, Öl)[6]
- Das gasvergiftete Mädchen (1931, Öl, 78 × 100 cm, Kunsthalle Mannheim)[7]
- Demonstration (1932, Öl, 51 × 115,5 cm; Galerie Neue Meister Dresden)[8]
- Schwestern (1933, Öl; Museum der bildenden Künste Leipzig)[9]
- Knabe (Öl; auf der 2. Deutschen Kunstausstellung)[10]
- Akt (Öl; auf der 2. Deutschen Kunstausstellung)[11]
- Varel: An der Südender Leke (1945, Aquarell), Heimatmuseum Varel
- Klage (1947, Öl; auf der 2. Deutschen Kunstausstellung)[12]
- Das junge Leben (Öl; auf der 2. Deutschen Kunstausstellung)[13]
- Halbportrait Dore Hoyer im Tanzkostüm (1951, Öl, Deutsches Tanzarchiv Köln)

## Ausstellungen (Auswahl)

### Einzelausstellungen
- 1948: Oldenburg i. O., Galerie Schwoon
- 1948[14], 1960, 1969: Kunsthalle Mannheim
- 1962: Heidelberg, Heidelberger Kunstverein (mit Wilhelm Schnarrenberger)
- 1974: Reiss-Museum Mannheim (heute: Reiss-Engelhorn-Museen)

### Ausstellungsbeteiligungen

#### In der Sowjetischen Besatzungszone und der DDR
- 1946 und 1949: Dresden, Allgemeine Deutsche Kunstausstellung, 2. Deutsche Kunstausstellung
- postum 1980/1981: Dresden, Albertinum („Kunst im Aufbruch. Dresden 1918- 1933“)

#### Weitere Ausstellungsbeteiligungen
- 1930: Dresden, Galerie Junge Kunst
- 1930: Bochum, Städtische Gemäldegalerie
- 1930: Saarbrücken, Staatliches Museum
- 1931: Dresden, Januarausstellung des Sächsischen Kunstvereins
- 1932: Freiberg, Kunstverein
- 1936: Dresden, Dresdner Sezession, Kunstausstellung Kühl
- 1938: Dresden, Herbstausstellung des Sächsischen Kunstvereins
- 1951: Karlsruhe, Badischer Kunstverein
- 1953: Baden-Baden, Kunsthalle
- 1955: Stuttgart, Kunstgebäude
- 1958: Konstanz, Landesausstellung des Künstlerbundes Baden-Württemberg
- 1958: München, Ausstellung München 1869 - 1958: Aufbruch zur modernen Kunst im  Haus der Kunst
- 1960: Freiburg  i. Br., Ausstellung des Freundeskreises bildender Künstler

## Ehrungen
- 1964: Schiller-Plakette der Stadt Mannheim
- 1967 Bundesverdienstkreuz Erster Klasse
- 1975: Verleihung des Professorentitels durch das Kultusministerium Baden-Württembergs.

## Schülerinnen und Schüler
Elisabeth Bieneck-Roos, Eberhard Doser, Klaus Heinrich Keller, Max Köhler, Rudolf Kortokraks, Hans-Wolfgang Menges, Rainer Lukas Motz, Anneliese Overbeck, Ute Petry, Rainer Probst, Manfred Schiefer, Edgar Schmandt, Peter Schnatz, Walter Stallwitz, Trude Stolp-Seitz, Michael Zimmermann.

## Literatur

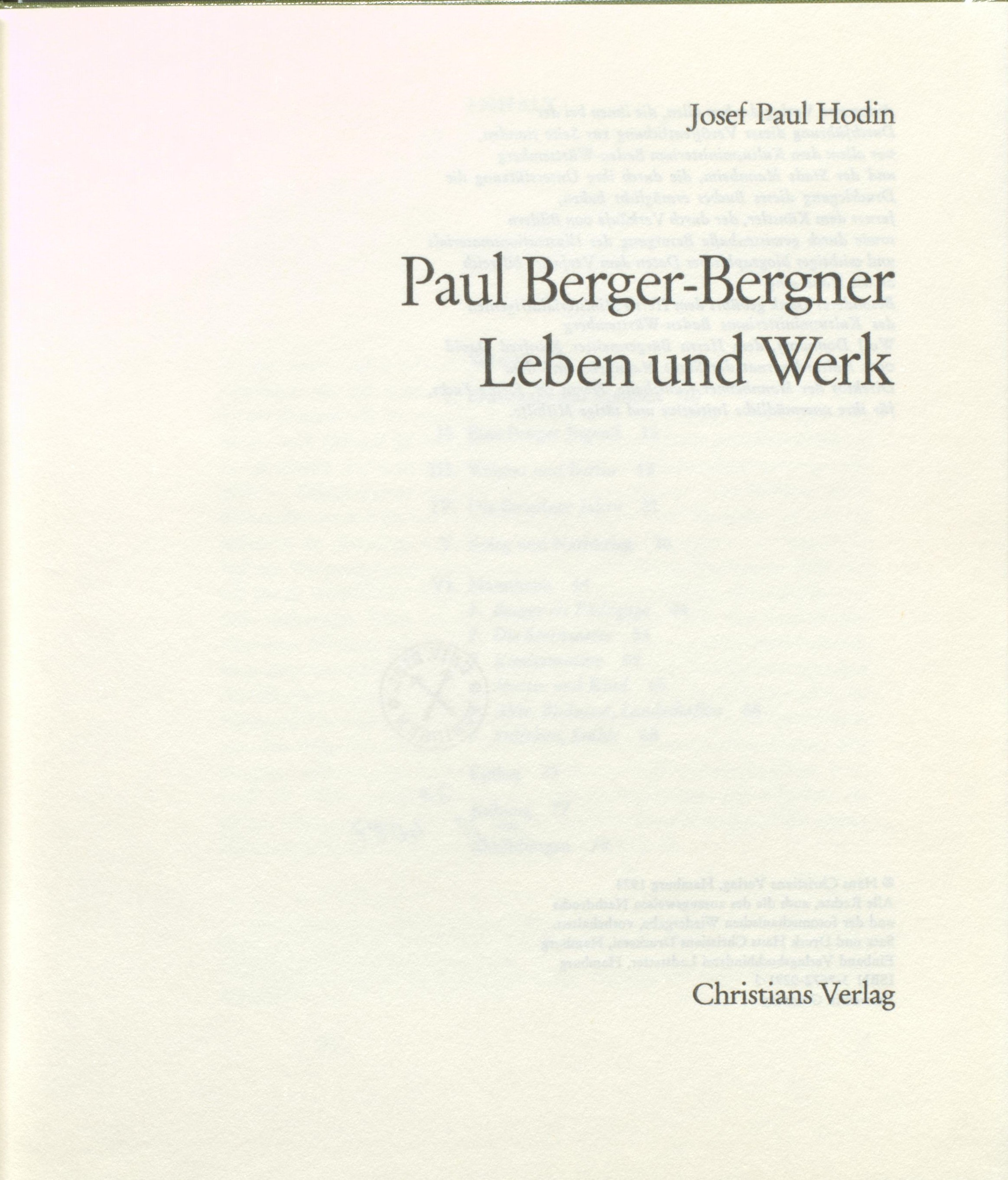
Josef Paul Hodin: Paul Berger-Bergner (1974)